# Consiglio nazionale degli sloveni, croati e serbi
Il Consiglio nazionale degli sloveni, croati e serbi (in lingua croata:  Narodno vijeće Slovenaca, Hrvata i Srba - in sloveno Narodni svet Slovencev, Hrvatov in Srbov - in serbo Народно вијеће Словенаца, Хрвата и Cрба) era l'organo governativo dello Stato degli sloveni, dei croati e dei serbi ed era composto da Anton Korošec, da Svetozar Pribićević e dal dottor Ante Pavelić.
Il 29 ottobre 1918 il Consiglio nazionale degli sloveni, croati e serbi ruppe ogni relazione con l'Austria e l'Ungheria, stabilendo il nuovo Stato degli sloveni, croati e serbi, riconosciuto soltanto dall'imperatore Carlo, ma non dalla comunità internazionale che sino alla fine della prima guerra mondiale (4 novembre 1918 con l'Italia) invece ne ignorava l'esistenza.